# Hyundai Nexo
De Hyundai Nexo is een crossover-SUV met waterstof-brandstofcel die werd onthuld op de Consumer Electronics Show 2018 op 8 januari 2018. De Nexo, die de Hyundai Tucson FCEV vervangt, is het vlaggenschip voor Hyundai's "eco car"-portfolio.

## Overzicht
De Hyundai Nexo Blue heeft een EPA-bereik van 611 km waar de Nexo Limited 570 km opgegeven heeft. Het voertuig heeft drie brandstoftanks met een totale inhoud van 156 liter en 6,3 kg.
In tegenstelling tot de Tucson FCEV, die grotendeels op de fossiele brandstofversie van de Tucson gebaseerd was, gebruikt de Nexo een speciaal gebouwd platform voor een FCEV. Enkele voordelen hiervan zijn het hebben van een lichtere constructie, een krachtigere aandrijflijn en een groter rijbereik. De Nexo heeft een elektromotor van 163 pk en 400 Nm, tegenover 135 pk en 300 Nm voor de Tucson FCEV.

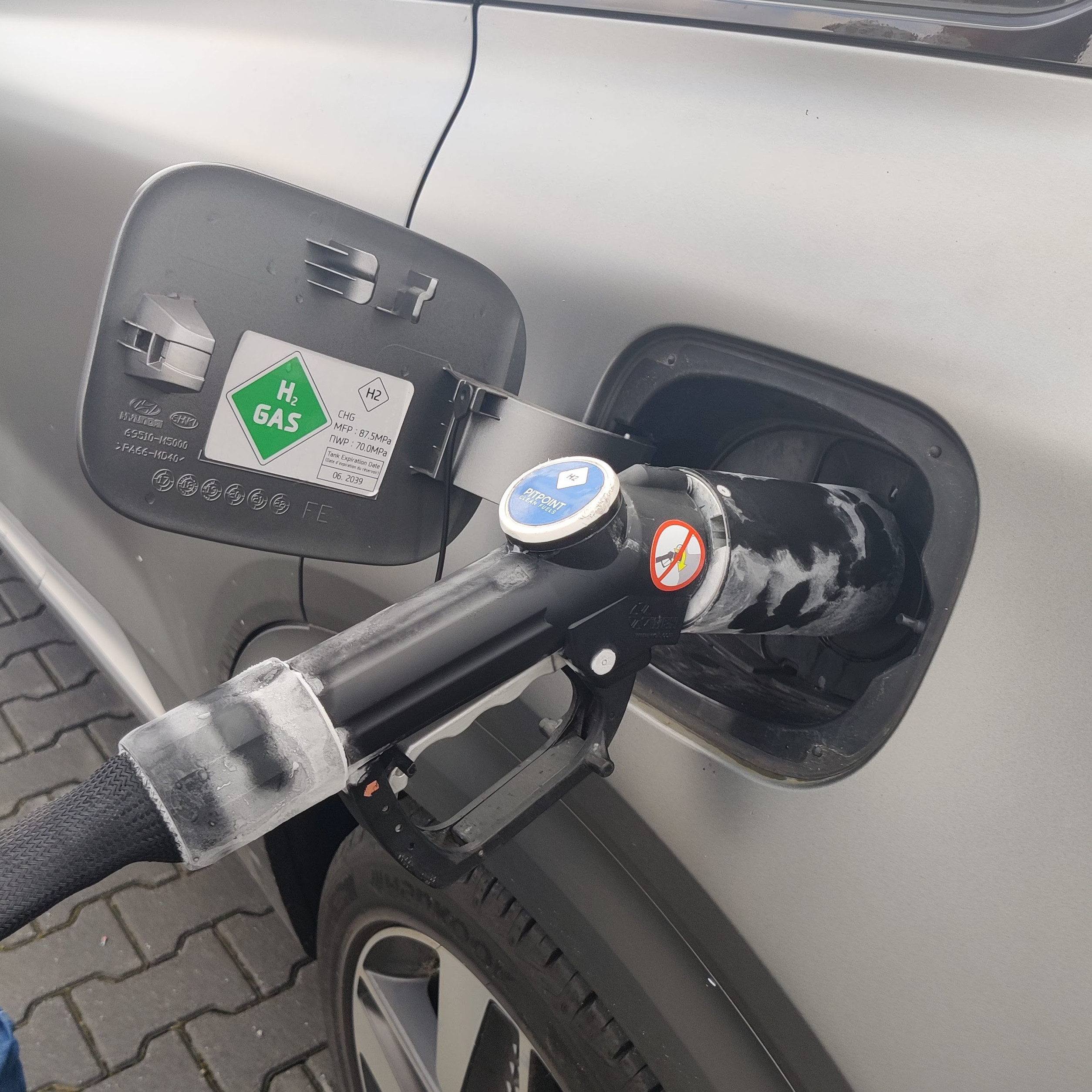
Het bijtanken van waterstof bij de Nexo. Merk de condensatie op die plaats vindt omdat het tankpistool flink afkoelt door het uitzetten van het waterstofgas.

De waterstofauto werd in maart 2018 uitgebracht in Zuid-Korea. De brandstofcelcomponenten werden geleverd met een garantie van 10 jaar of 160.000 km. De Nexo beschikt verder over het nieuwe assistentiesysteem van Hyundai met onder andere een dodehoekmonitor, rijstrookassistent en rijhulp op de snelweg. Verder beschikt de auto over camera's in de spiegels, waarvan het beeld gespiegeld op het dashboard getoond wordt wanneer het knipperlicht wordt gebruikt.

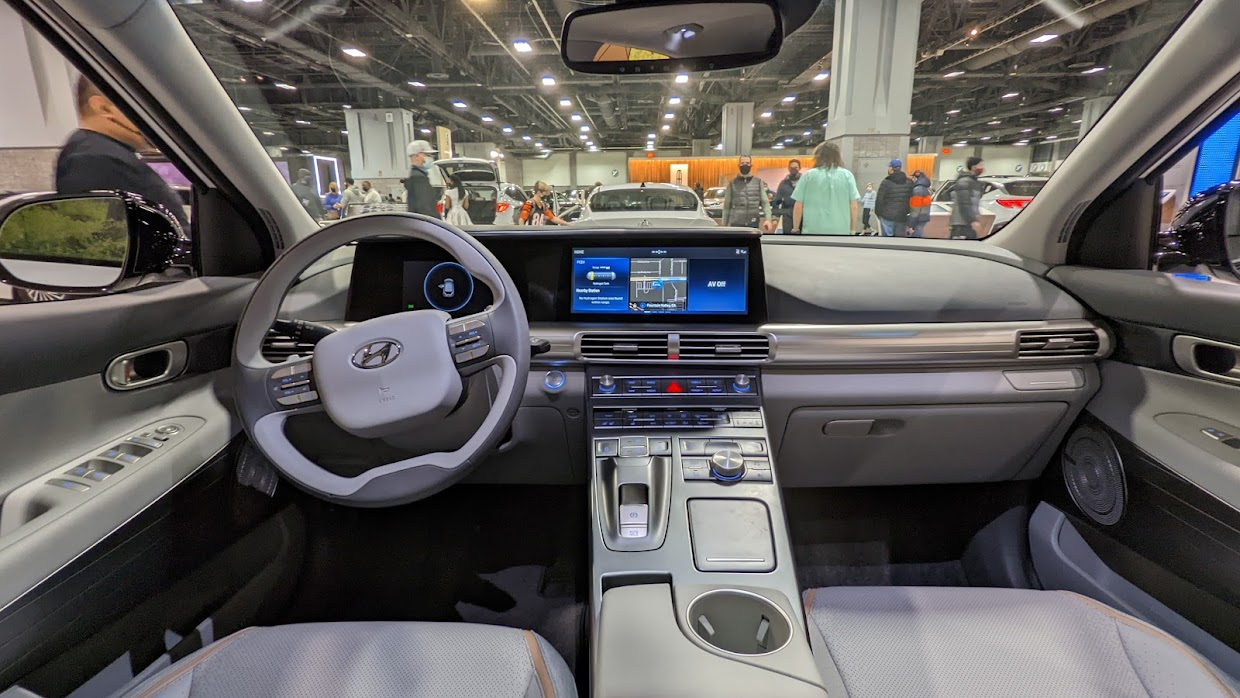
Interieur
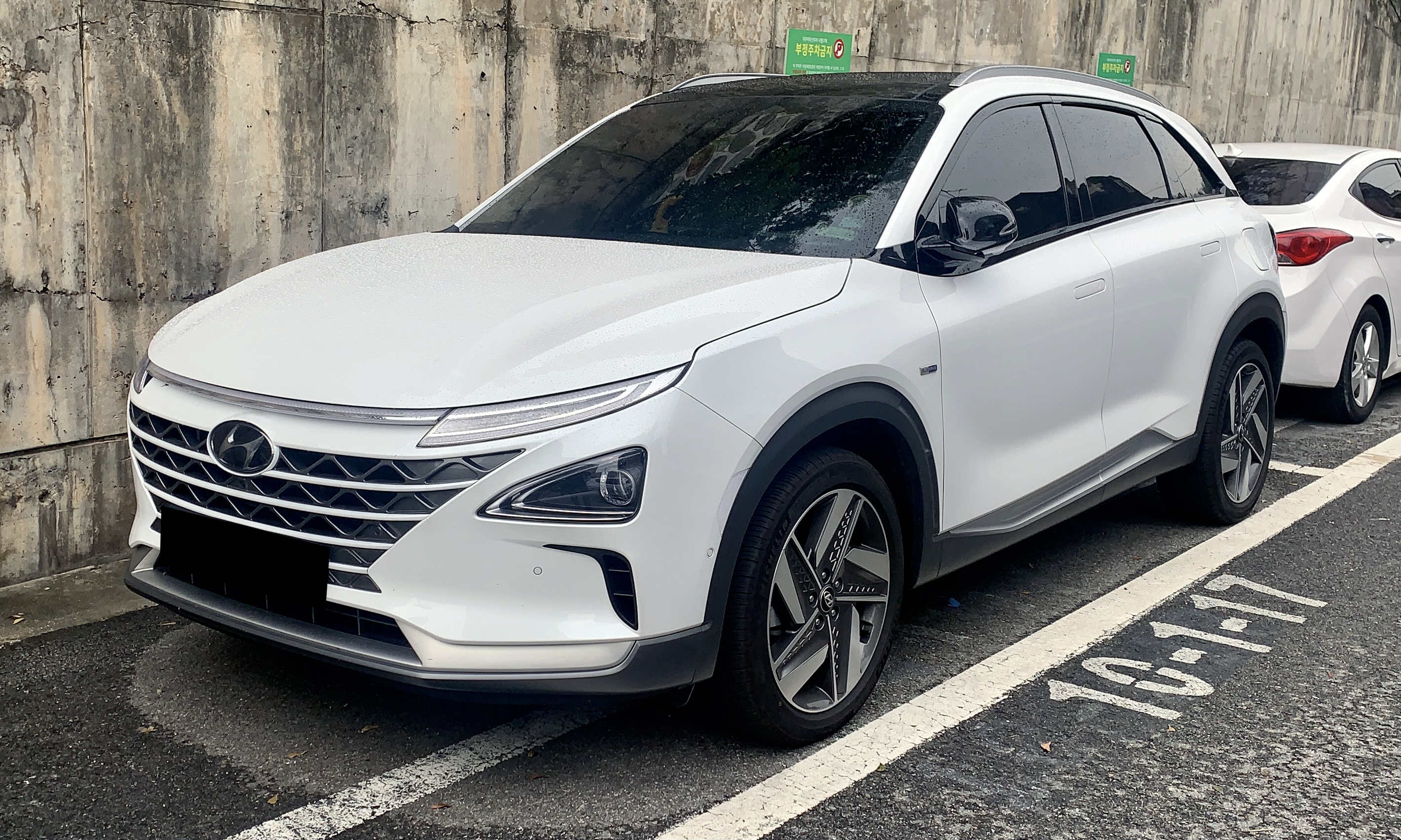
Vooraanzicht
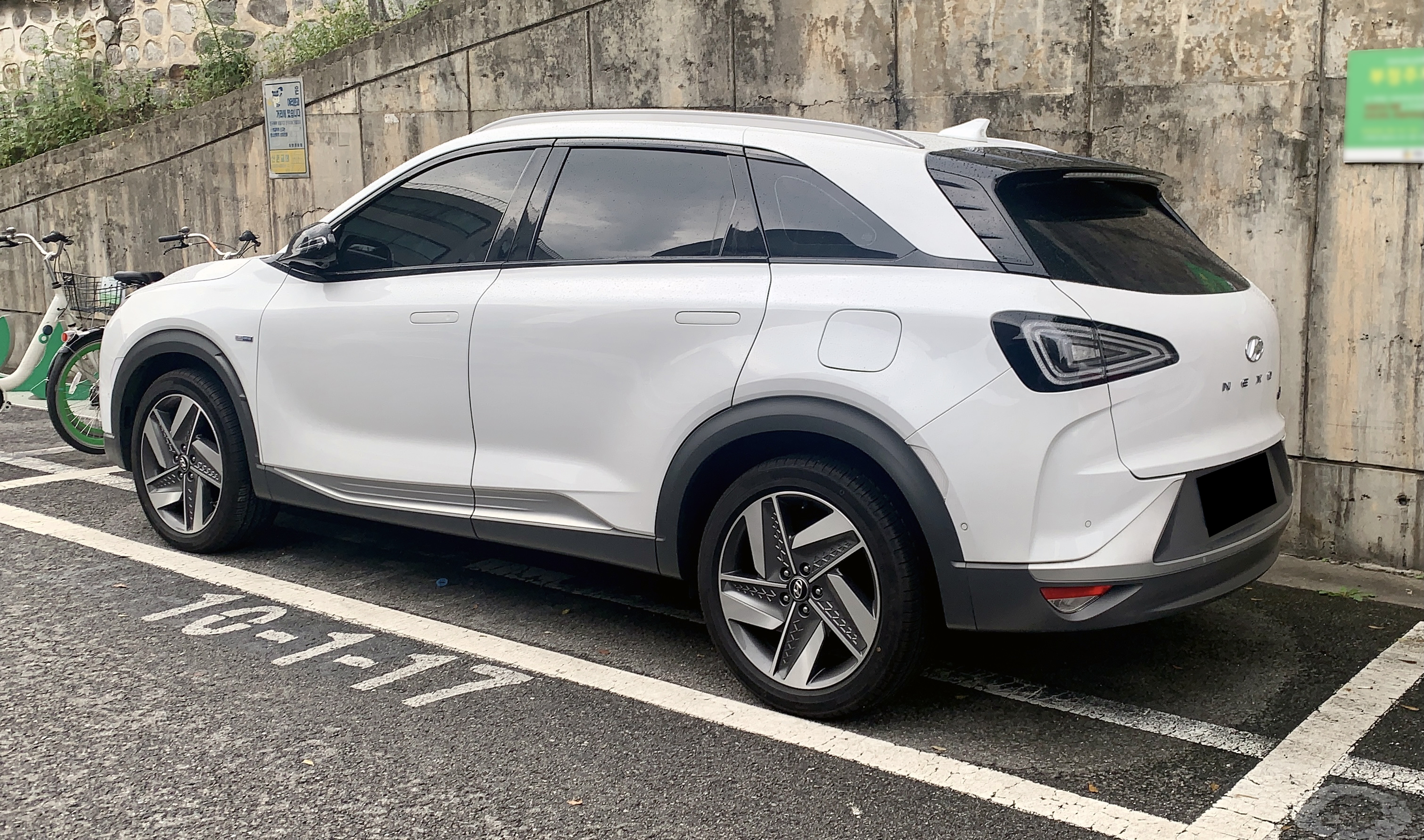
Zijaanzicht
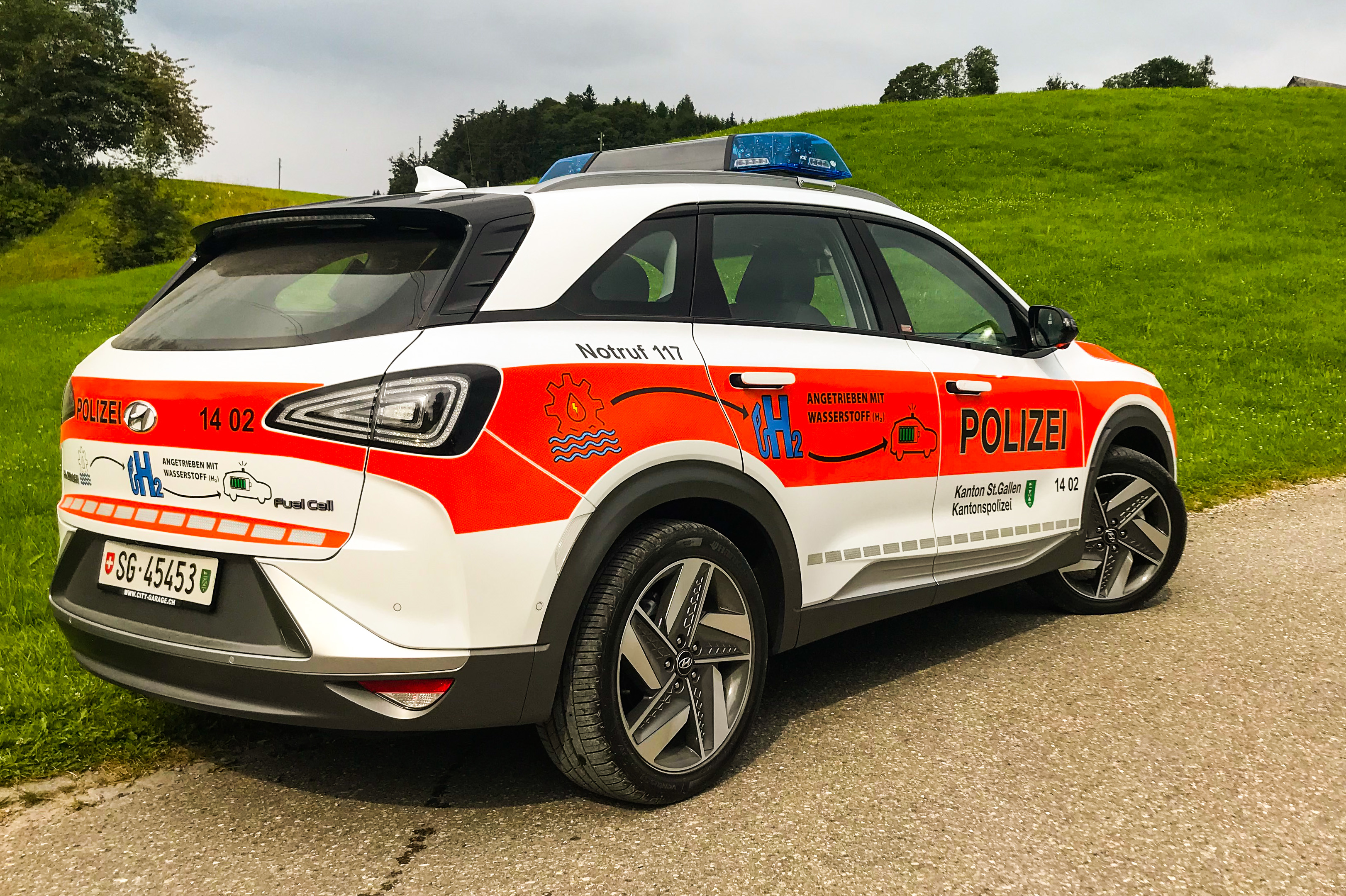
Nexo als politieauto
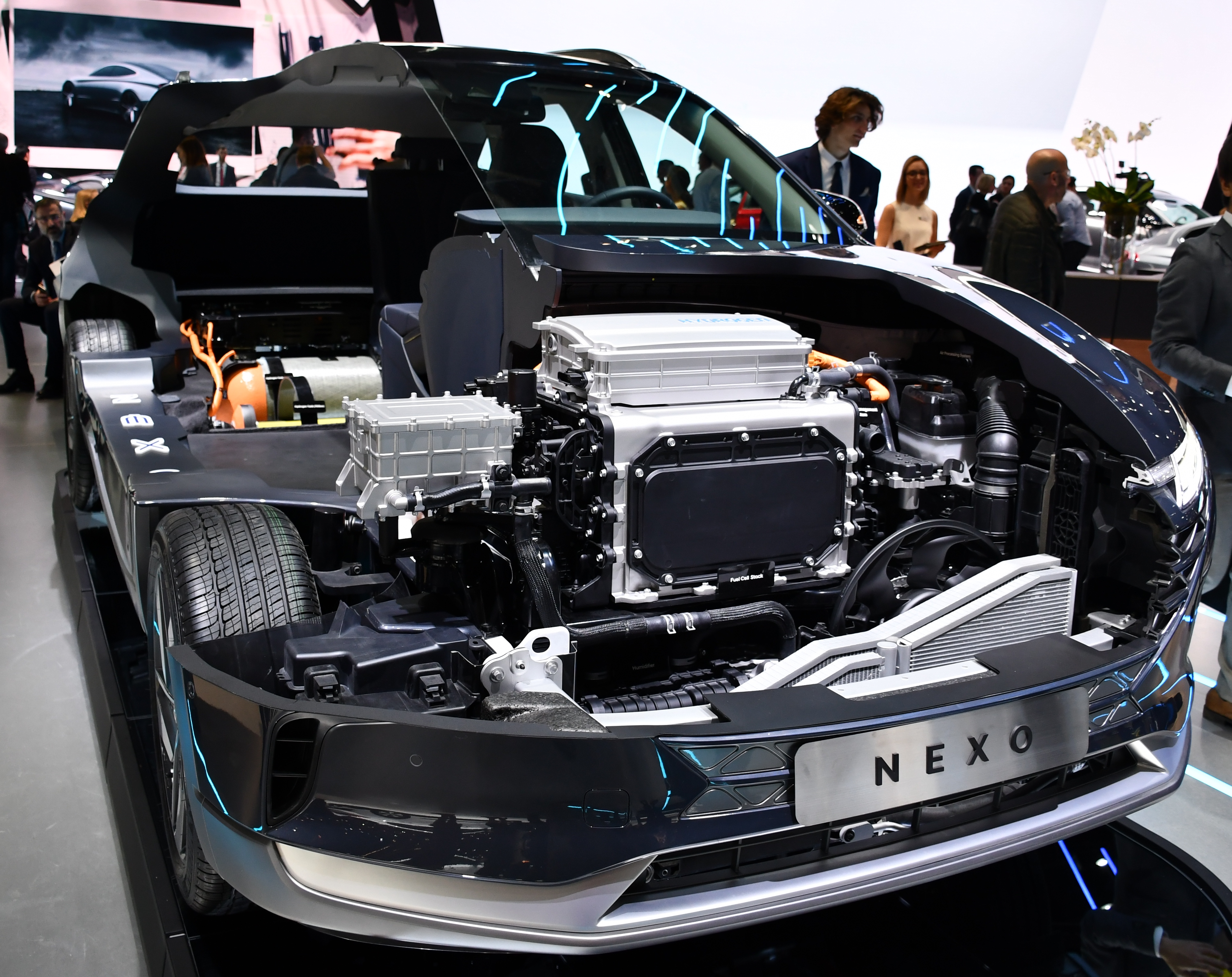
Tentoonstelling techniek

Huidige modellen Nederland en België:
Bayon ·
i10 ·
i20 ·
i30 ·
Inster ·
Ioniq ·
Ioniq 5 ·
Ioniq 6 ·
Kona ·
Kona Electric ·
Nexo ·
Santa Fe ·
Tucson
Overige modellen internationaal:
Accent ·
Grandeur ·
Genesis ·
Eon ·
Equus ·
Porter ·
Sonata ·
Veloster
Uit productie:
Atos ·
Coupe ·
Dynasty ·
Elantra ·
Excel ·
Getz ·
Genesis Coupe ·
i40 ·
ix20 ·
ix55 ·
Lantra ·
Matrix ·
Pony ·
Santamo ·
Scoupe ·
Stellar ·
Terracan ·
Trajet ·
Tucson ·
XG